# Adelia María
Adelia María är en ort i Argentina.   Den ligger i provinsen Córdoba, i den centrala delen av landet, 500 kilometer väster om huvudstaden Buenos Aires. Adelia María ligger 266 meter över havet och antalet invånare är 6 434.
Terrängen runt Adelia María är platt. Runt Adelia María är det glesbefolkat, med 9 invånare per kvadratkilometer..
Trakten runt Adelia María består till största delen av jordbruksmark.